# Mario Tosatto
Mario Tosatto (Vicenza, 23 luglio 1885 – Como, 10 marzo 1913) è stato un pittore, scultore e architetto italiano.

## Biografia
Nato a Vicenza il 23 luglio 1885, frequentò la scuola d'arte della sua città natale e proseguì gli studi a Firenze, all'Accademia di belle arti, dove studiò, rimanendone influenzato, lo stile dei macchiaioli. In seguito, compiuti i diciotto anni, si spostò a Venezia, all'Accademia di belle arti. Nella città lagunare fu allievo del maestro Ettore Tito, tra i principali pittori realisti italiani.
Nel biennio 1905-1906, Tosatto visse a Milano, dove studiò architettura e lavorò nello studio di un architetto, completando così la sua formazione artistica. Nel 1907 si trasferì a Campo, sul lago di Como, dove trovò un impiego stabile nel laboratorio di arredo Brenna. Sposò la figlia del titolare, Sofia Brenna, dalla quale ebbe due figli: Antonio, pittore e artista anch'egli come il padre, e Alfredo. Proprio a Campo, Tosatto dedicò tutto sé stesso in quello che diventò uno dei lasciti più importanti della sua vita e della sua carriera artistica: la casa di famiglia Brenna-Tosatto in stile Liberty.
Morì improvvisamente a Como il 10 marzo 1913, a ventisette anni, mentre stava per conseguire la laurea in architettura.

## Pittura

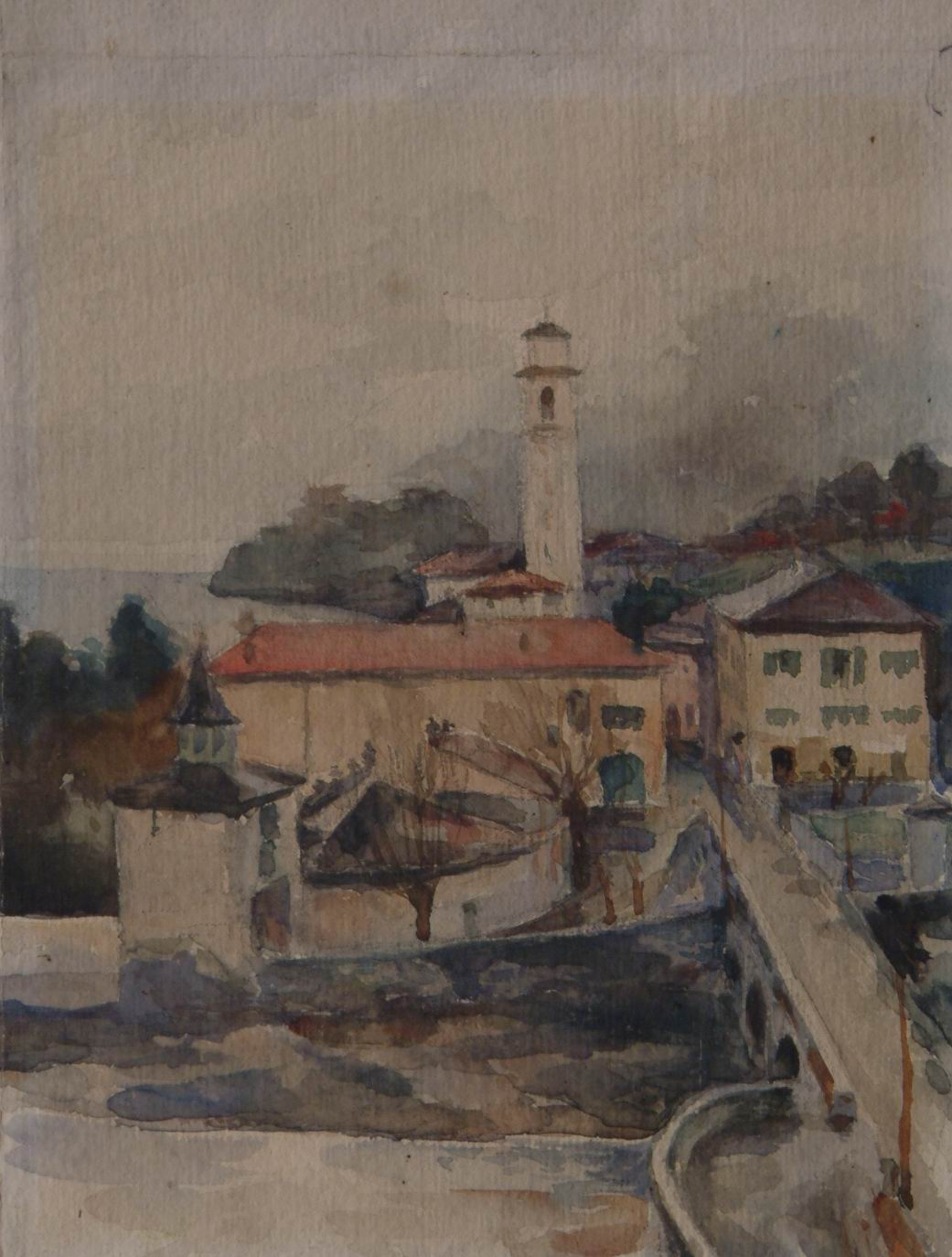
Veduta di Campo

Non è facile trovare una corrente ben definita dove collocare le opere di Tosatto, anche a causa della sua prematura morte. Pur influenzato da varie correnti durante la sua formazione, come i macchiaioli fiorentini o le vedute e le tecniche cromatiche della scuola veneta, arriva a dipingere con un suo stile peculiare. Il pittore Aldo Carpi ritrovava in Tosatto l'eredità dei macchiaioli, la scuola di Ettore Tito e gli influssi degli impressionisti lombardi, come Emilio Gola e Mosè Bianchi, tra gli altri.
Tosatto non aderisce al futurismo, e non sembrano interessargli i punti cardine della nuova corrente, cioè le macchine, la velocità e il progresso. Bensì, «quello che gli sta a cuore è la natura, non la città. Lo appassiona il paesaggio che vede dalla casa di Campo e che spesso rappresenta in un silenzio intatto, non incrinato dalla presenza dell'uomo». Soggetti dei suoi numerosi disegni, acquerelli e dipinti sono sia le persone, sia i paesaggi. Tanti sono i ritratti della moglie, dei figli ancora bambini, degli amici, e spesso gli abitanti di Campo e dei paesi vicini, ritratti durante sagre, feste, funzioni religiose o altre occasioni. Anche qui, l'artista predilige un suo realismo espressionista, originale, senza deformazioni caricaturali.
Per quanto riguarda i paesaggi, si rintraccia nelle opere di Tosatto un interesse particolare per la sua "patria adottiva": vedute di Campo, del lago di Como, dell'Isola Comacina e delle montagne circostanti, ma anche il lago di Lugano, luogo dove l'artista si recava sovente per lavoro.

## Opere pittoriche

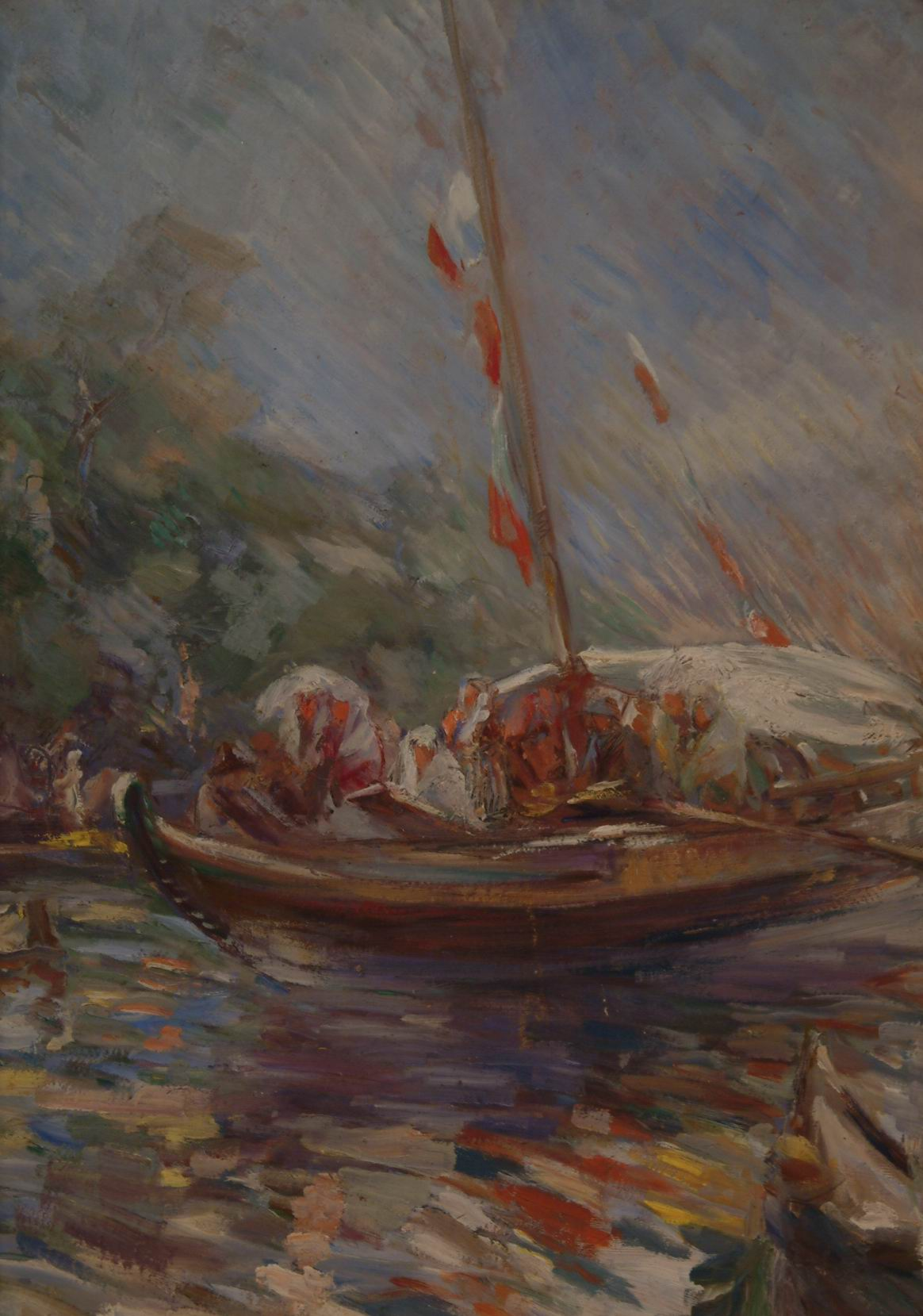
Festa di San Giovanni a Ossuccio

La quasi totalità delle opere di Tosatto appartiene a collezione privata e comprende: 
- Paesaggio vicentino (1909)
- Paesaggio pastorale, monti Lariani (1910)
- Veduta di Campo (1910)
- Scena campestre (1910)
- La Carolina (1910)
- Autoritratto (1910)
- Barche sul Lago di Como (1911)
- Impressioni nel bosco (1911)
- Campo: valle Perlana (1911)
- Mio figlio Antonio (1911)
- Corso Indipendenza, Milano (1911)
- Festa di San Giovanni a Ossuccio (1912)

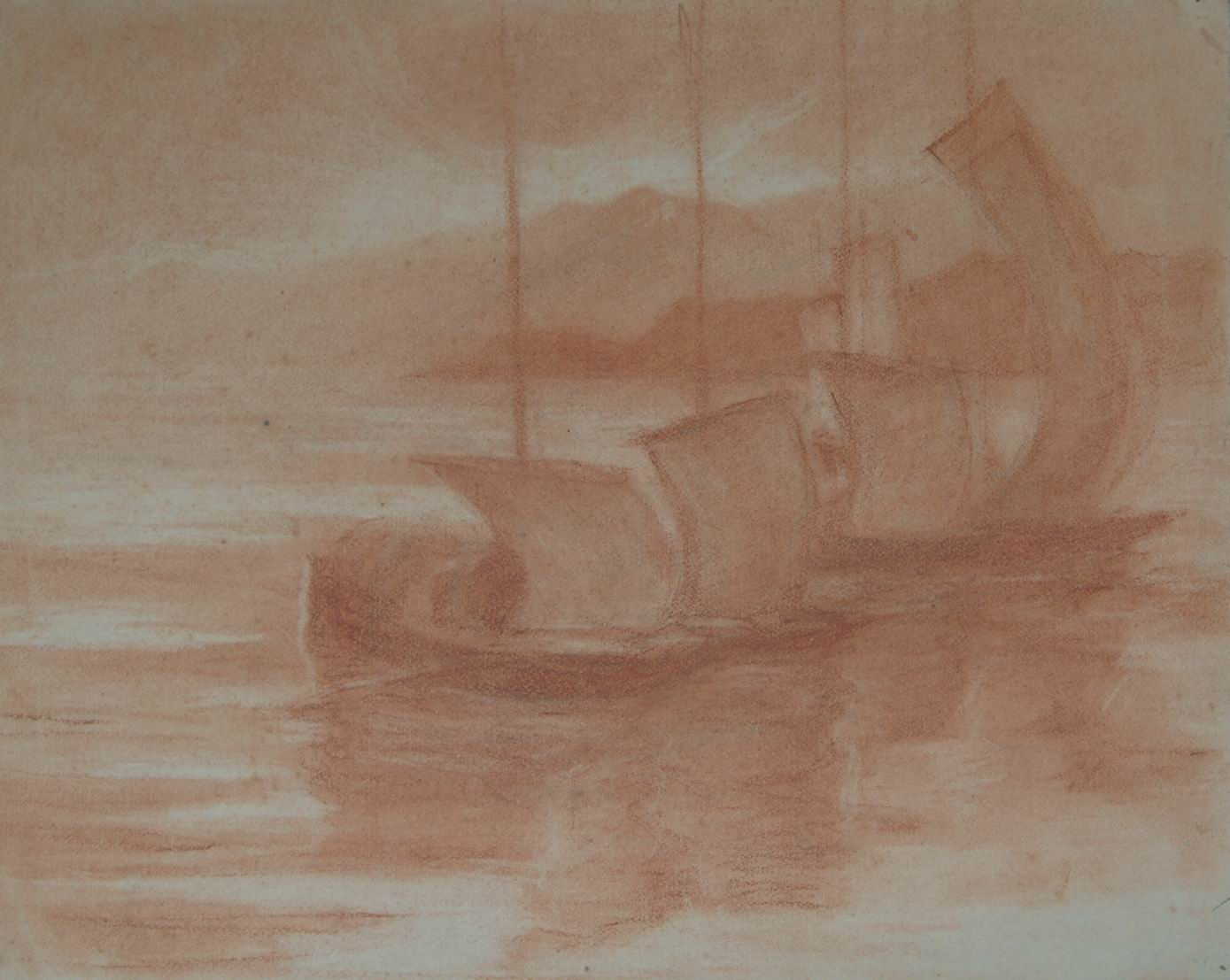
Barche sul lago di Como

- Neve a Campo (1912)
- Case di Campo (1912)
- Ritratto della moglie (1912)
- Lago di Lugano, paesaggio (1912)
- Donna con ombrello
- Paesaggio lariano
- Giardino di Villa Carlotta
- Festa da ballo
- Disegno di angelo

## Scultura
Nella sua breve carriera artistica, Mario Tosatto ebbe modo di dedicarsi anche alla scultura, seppure in misura minore rispetto alla pittura. Le sue opere, in gesso e più raramente in bronzo, sono di dimensioni ridotte e hanno come soggetto soprattutto i familiari. Pur non avendo a disposizione molti esempi con i quali confrontarci, si può ritenere che l'artista «guardi al pittoricismo di Medardo Rosso e, più ancora, ad una cerchia di artisti come Troubetzkoy, Bazzaro, Pellini, che erano vicini a Rosso ma conservavano la compiutezza della figura».
Dagli eredi è stata rinvenuta negli archivi una fotografia, scattata forse in uno studio milanese, che documenta l'esecuzione di due altorilievi, probabilmente destinati ad un edificio pubblico o ad un mausoleo funebre, in cui si distinguono nitidamente alcune figure allegoriche. Non si sa quale destinazione abbia avuto l'opera, né si è a conoscenza di ulteriori dettagli che la riguardano.

## Architettura

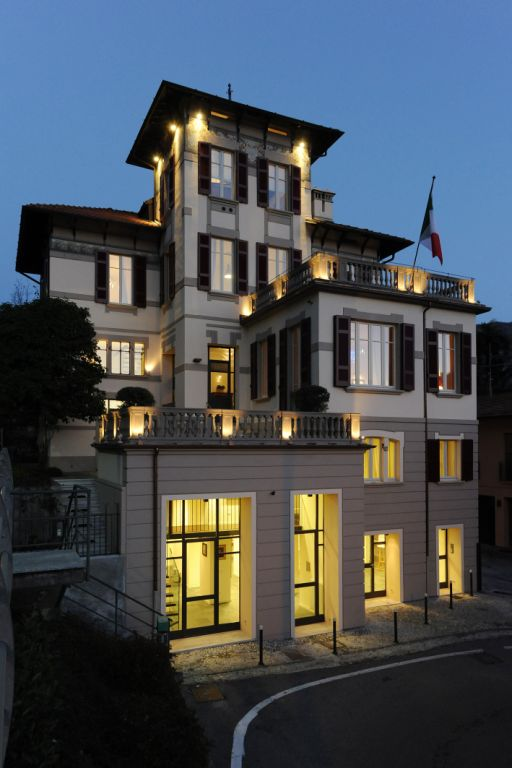
Casa Brenna Tosatto

Uno dei lasciti più importanti di Mario Tosatto è la casa in stile Liberty da lui progettata e costruita a Campo, vicino a Lenno, sul lago di Como. L'edificio era pensato principalmente come la dimora per la sua famiglia. Grazie ai suoi studi di architettura e al lavoro in uno studio professionale a Milano, si dedicò personalmente alla realizzazione della dimora, dirigendone anche il cantiere. Trasse ispirazione sia dai numerosi esempi di ville in stile tardo liberty presenti in quelle zone del Lario, sia dalle cosiddette dimore di delizia che cominciarono a essere edificate in gran numero nei luoghi di villeggiatura dei dintorni.
La struttura della casa si compone di «tre corpi interconnessi spezzati da due ampi terrazzi, nel seminterrato i locali del suo laboratorio e i vani destinati ad abitazione a diversi livelli collegati da una scala interna». Così la descrive Alberto Longatti, saggista e scrittore comasco, «pur avendone lo stesso aspetto gradevole e persino civettuolo, non è solo un frammento delle nuove 'città loisir' che dall'alto arricchiscono la collana di signorili rifugi per vacanze sulle sponde del Lario: è la casa in cui deve vivere con la famiglia, lavorare, prendere contatto con la gente del luogo e, perchè no, sognare».
Al suo interno si possono osservare un'esposizione permanente con circa un centinaio di opere pittoriche del Novecento di artisti lombardi e, soprattutto, l'archivio storico dei lavori e delle opere di Mario Tosatto e del figlio Antonio.